# Cidadania romana

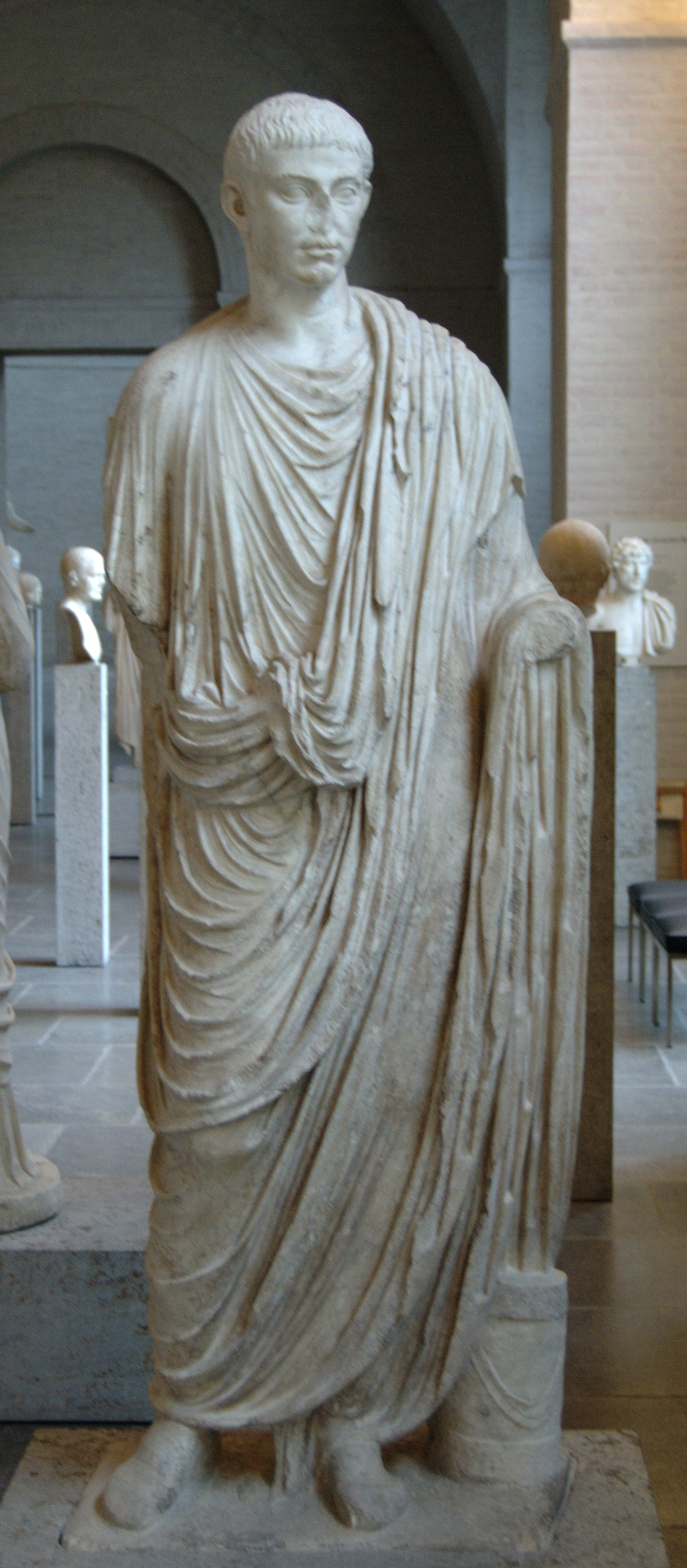
Estátua de jovem romano usando toga (20-30). A toga denota sua condição de cidadão romano.
Gliptoteca de Munique

O status de cidadão romano (em latim: civitas) pertencia aos membros da comunidade política romana na qualidade de cidadãos da cidade de Roma (civis romanus). Não era uma condição vinculada à residência em um dos domínios do Império Romano até a Constituição Antonina, emanada pelo imperador Caracala em 212 d.C., que concedia a cidadania a todas as populações que habitavam territórios dentro dos limites do império.

## Características do cidadão romano
Ser cidadão romano comportava uma notável série de privilégios, variáveis durante o curso da história, tendo sido criadas diversas "gradações" da cidadania. Na sua versão definitiva e plena, todavia, a cidadania romana permitia o acesso aos cargos públicos e às várias magistraturas (além da possibilidade de escolhê-las no dia de sua eleição), a possibilidade de participar das assembleias políticas da cidade de Roma, diversas vantagens de carácter fiscal e, importante, a possibilidade de ser sujeito de direito privado, ou seja, de poder se apresentar em juízo mediante os mecanismos do jus civile, o direito romano por excelência.

## Concessão, origem e perda da cidadania

### A concessão política
Inicialmente os romanos dividiam o povo em duas classes: cives (cidadãos) e peregrini (peregrinos), que eram os que não tinham nenhum direito político. Com o tempo, foram adotadas definições mais abrangentes dos peregrinos para diferenciá-los dos escravos.
A concessão da cidadania também aos estrangeiros começou a se tornar um problema e uma necessidade no momento no qual Roma deu início à sua fase de expansão, seja territorial como comercial, entrando em contacto com povos que tinham de tolerar a série de privilégios que lhe eram negados. A partir de então, a concessão da cidadania começou a ser também um instrumento de controle político além de ser uma ferramenta de poder. 
Um caso clássico é a concessão da cidadania, depois da conquista e de largos períodos de tensões e conflitos, aos itálicos, isto é, aos habitantes da península Itálica e da Gália Cisalpina, com uma lex Iulia que foi precedida pela célebre Guerra Social (91–88 a.C.).
A Constituição Antonina foi somente o último passo deste desenvolvimento das concessões, paralelamente ao esvaziamento dos privilégios do cidadão romano: Caracala, de facto, limitou-se a unificar o status de todos os habitantes do império na condição de súditos, membros não mais de uma comunidade política organizada em base a uma relativa participação (com as consequentes vantagens no plano público), mas de um Estado sempre mais absolutista, no qual o poder era inteiramente concentrado nas mãos do soberano e de sua classe burocrática. A legislação de Justiniano I por fim terminou com essa divisão de classes, deixando todos os indivíduos como súditos de césar ou escravos.

### A concessão como mérito e reconhecimento
A cidadania podia ser ainda conferida individualmente, em princípio pelo povo reunido em assembleia (mediante uma lex) ou por um acto do magistrado autorizado ex lege, pela  vontade do imperador (mediante um senatus consultum o constitutio), em base a méritos de várias naturezas. Podia-se, também, obter a cidadania de direito como prêmio por alguns serviços, em particulares circunstâncias:
1. depois de ter servido Roma por alguns anos no corpo dos vigilantes;
2. depois de ter gastado uma importante parte do patrimônio pessoal para construir uma casa em Roma;
3. depois de ter trazido a Roma mantimentos por um certo número de anos;
4. depois de ter moído grãos em Roma por anos.

Estes últimos modos de obtenção eram, todavia, reservados somente àqueles que possuíam a cidadania latina, uma condição intermediária entre o romano e o estrangeiro.